# Джей Шон
Камалджіт Сінгх Джхуті (англ. Kamaljit Singh Jhooti, пенджаб. ਕਮਲਜੀਤ ਸਿੰਘ ਝੂਤੀ), більш відомий як Джей Шон (англ. Jay Sean; 26 березня 1981, Лондон, Англія) — англійський співак пенджабського походження.
Випустив три альбоми: Me Against Myself (2004), My Own Way (2008) та All or Nothing (2009). Його основними лейблами є Virgin Records та Jayded Records. Нині пише пісні під лейблом Cash Money Records для випуску альбомів у США.